# MHK Krylja Sowetow Moskau
Der MHK Krylja Sowetow Moskau (russisch МХК Крылья Советов Москва, englisch Soviet Wings Moscow) war ein russischer Eishockeyklub, der nach der Trennung 2008 vom Krylja Sowetow Moskau bis zur Wiedervereinigung beider Klubs 2010 bestand. 

## Geschichte
Im Anschluss an die Wysschaja Liga-Saison 2007/08 kam es zwischen dem Krylja Sowetow Moskau und dem Betreiber von dessen Heimatstadion zu Differenzen wegen ausstehender Mietzahlungen. In der Folge wurde die Profiabteilung ausgeschlossen und spaltete sich daraufhin unter der Führung des Vereinspräsidenten Alexander Tretjak vom Rest des Vereins ab. Die Juniorenabteilung und die Eishockeyschule des Vereins blieben jedoch im ursprünglichen Klub und bildeten für die Saison 2008/09 unter dem Namen MHK Krylja Sowetow Moskau eine eigene Profiabteilung, die ebenfalls in der zweitklassigen Wysschaja Liga antrat. 
Zur Saison 2009/10 setzte die Profiabteilung des MHK mit dem Spielbetrieb aus, während sich dessen Juniorenabteilung der neu gegründeten multinationalen Nachwuchsliga Molodjoschnaja Chokkeinaja Liga anschloss. Im Sommer 2010 wurden beide Vereine wiedervereinigt und treten als PHK Krylja Sowetow Moskau an. 